# Чімі Дорджі
Чімі Дорджі (англ. Chimi Dorji, нар. 22 грудня 1993) — бутанський футболіст, півзахисник клубу «Друк Старз» і національної збірну Бутану.
Чемпіон Бутану. 

## Клубна кар'єра
У дорослому футболі дебютував 2009 року виступами за команду клубу «Друк Старз», кольори якої захищає й донині.

## Виступи за збірну
Того ж 2009 року дебютував в офіційних матчах у складі національної збірної Бутану.

## Титули і досягнення
- Чемпіон Бутану (1):

«Друк Стар»:  2009
- Срібний призер Південноазійських ігор: 2019